# Наум Торбов
Наум Николов (Николчов) Торбов е виден български архитект, проектирал сградата на Централните хали в столицата на България София.

## Биография
Наум Торбов е роден в голямото македонско влашко село Гопеш, Битолско, тогава в Османската империя, днес в Северна Македония. Първи братовчед е с бащата на проф. Цеко Торбов. Семейството му емигрира в България и се установява в град Оряхово, а Наум е изпратен да следва архитектура в Румъния, в Букурещкия институт за изящни изкуства. След завършването си през 1904 година Торбов се завръща в България и започва работа в София в Министерството на обществените сгради, пътищата и благоустройството. В 1906 година е назначен за началник отделение „Архитектура“ към Столична община, а от 1908 година започва частна архитектурна практика. Член е на Българското инженерно-архитектурно дружество.

## Памет
На архитект Наум Торбов е наречена улица в квартал „Симеоново“ в София (Карта).

## Творчество
Торбов е привърженик на национално-романтичното течение в архитектурата. Автор е на над 100 обществени, промишени и жилищни сгради в София, Оряхово, Силистра, Ботевград, Дупница, Мездра. Сред най-известните му сгради са:
- Хотел „Континентал“
- Хотел „Париж“
- Къща на Хентови на улица „Княз Борис I“ №135 в София (1906)
- Софийска градска художествена галерия (бившето казино – 1908)
- Къща на Станишеви, по-късно Главно мюфтийство, на улица „Братя Миладинови“ №27 в София (1909)
- Дюлгерско здание на булевард „Христо Ботев“ №71 в София (1910)
- Централни софийски хали на булевард „Княгиня Мария-Луиза“ в София (1911)
- Доходното здание на Димитър Костов на улица „Алабин“ №36 в София (1914)
- Румънски институт на улица „Екзарх Йосиф“ в София (1933)